# Cathedral of Learning
La Cathedral of Learning es un rascacielos que sirve como pieza central del campus principal de la Universidad de Pittsburgh (Pitt) en el vecindario de Oakland en la ciudad de Pittsburgh, la capital del estado de Pensilvania (Estados Unidos). Con 163 metros de altura, la torre de estilo neogótico de 42 pisos es el edificio educativo más alto del hemisferio occidental y el segundo edificio universitario más alto del mundo, después del edificio principal de la Universidad Estatal de Moscú. También es el segundo edificio de estilo gótico más alto del mundo. La Cathedral of Learning se encargó en 1921 y se comenzó en 1926 bajo el contratista general Stone & Webster. La primera clase se impartió en 1931 y su exterior terminó en octubre de 1934, antes de su dedicación formal en junio de 1937. Es un hito de Pittsburgh y figura en el Registro Nacional de Lugares Históricos.

## Historia
En 1921, John Gabbert Bowman se convirtió en el décimo rector de la universidad. En ese momento, la escuela consistía en una serie de edificios construidos según el plan de Henry Hornbostel para el campus e incluía estructuras de madera "temporales" construidas durante la Primera Guerra Mundial. Luego Bowman comenzó a imaginar un "edificio alto", que luego se denominaría el Cathedral of Learning, para proporcionar un símbolo dramático de educación para la ciudad y aliviar el hacinamiento al agregar un espacio muy necesario para satisfacer las necesidades presentes y futuras de la universidad.
Bowman observó una parcela de tierra de 5,7 hectáreas llamada Frick Acres. El 26 de noviembre de 1921, con la ayuda de la familia Mellon, la universidad recibió la parcela de 2,5 millones de dólares y comenzó los planes para un edificio universitario adecuado en el sitio.
Uno de los arquitectos góticos más destacados de la época, Charles Klauder, fue contratado para diseñar la torre. El diseño tardó dos años en completarse, y el plan final intentó fusionar la idea de un rascacielos moderno con la tradición y los ideales de la arquitectura gótica. Los planes recibieron una fuerte resistencia de la comunidad y de algunos funcionarios universitarios, que sintieron que el edificio era demasiado alto para la ciudad.
Cuando comenzó la construcción en 1926, la Cathedral of Learning era el edificio más alto de Pittsburgh, aunque cuando se inauguró oficialmente en junio de 1937 la Gulf Tower (1932) ya la había superado. Hoy sigue siendo el edificio educativo más alto del hemisferio occidental, el segundo edificio universitario más alto del mundo detrás de los 36 pisos, 240 m (incluida una aguja de 57 m) del edificio principal de la Universidad Estatal de Moscú terminado en 1953, y el cuarto edificio educativo más alto del mundo detrás del Universidad Estatal de Moscú y Mode Gakuen Cocoon (204 m) y Spiral Towers (170 m), ambos terminados en 2008 y ubicados en Japón.

### Segunda Guerra Mundial
El 26 de julio de 1940, cuando comenzaba la Segunda Guerra Mundial, se hizo una amenaza de bomba contra la estructura con guardias adicionales para asegurarla y las autoridades no descartaron un posible sabotaje en tiempo de guerra.
Durante la guerra, la Catedral fue asignada para albergar, alimentar e instruir a unos 1.000 miembros del Cuerpo Aéreo del Ejército (precursor de la actual Fuerza Aérea de los Estados Unidos), así como a docenas de ingenieros del Ejército. El edificio tuvo al menos 12 pisos dedicados al uso militar desde 1943 hasta 1945.

## Sala de Comunes
La parte principal del primer piso de la catedral es la Sala de los Comunes, llamada una de las "grandes fantasías arquitectónicas del siglo XX", es una sala de estilo gótico perpendicular inglés del siglo XV que cubre 2.000 m² y se extiende hacia arriba cuatro pisos, alcanzando 16 m de altura. La habitación fue un regalo de Andrew Mellon. Es una pieza de verdadera arquitectura gótica; no se utilizaron soportes de acero en la construcción de sus arcos. Cada arco es un verdadero arco y soporta su propio peso. Cada base de los arcos pesa cinco toneladas y se dice que están colocadas con tanta firmeza que cada una podría contener un camión grande. Los grandes pilares centrales actúan solo como pantallas para el acero estructural que sostiene los pisos superiores del edificio.
A pesar de su uso intensivo, la Sala de los Comunes se mantiene en silencio mediante el uso de baldosas acústicas Guastavino como las piedras entre las nervaduras de las bóvedas. El canciller Bowman insistió en esta característica. El arquitecto Klauder se opuso debido al aumento de los costos de este método de construcción. Bowman respondió con el comentario: "No se puede construir una gran Universidad con fraude".
Klauder consideraba que la Sala de los Comunes era su mayor logro.
Joseph Gattoni diseñó la mampostería, gran parte de la cual representa la vida vegetal del oeste de Pensilvania. Las paredes están hechas de piedra caliza de Indiana y el piso es de pizarra verde de Vermont.

El hierro forjado de la habitación, incluidas las grandes puertas que conducen a los ascensores, fue un regalo de George Hubbard Clapp y fue diseñado por el herrero Samuel Yellin. Sobre las puertas hay dos líneas de Robert Bridges, de un poema sin título:
"Here is eternal spring; for you the very stars of heaven are new".
También en los pasillos que rodean la Sala de los Comunes hay placas con caligrafía diseñada y cortada a mano en pizarra por Edward Catich, incluida una con un poema de Lawrence Lee titulado La catedral, así como vidrieras de Charles Connick.
Durante las finales de invierno, se encienden fuegos en la enorme chimenea, para promover una atmósfera reconfortante y agradable para las docenas de estudiantes que normalmente se encuentran estudiando hasta altas horas de la noche.

## Salas de Nacionalidad
La torre alberga 31 Salas de Nacionalidad ubicadas en el primer y tercer piso: 29 aulas de trabajo y dos salas que se utilizan principalmente para exhibiciones o eventos especiales ocasionales. Cada salón de nacionalidad está diseñado para celebrar una cultura diferente que influyó en el crecimiento de Pittsburgh, representando una era anterior a (o en el caso singular del French Classroom, justo después) de 1787, que es el año de la fundación de la universidad y la firma de la Constitución de los Estados Unidos.
Los programas de la Sala de Nacionalidades comenzaron en 1926 cuando Bowman decidió que quería involucrar a la comunidad en la construcción de la torre, por lo que propuso que a cada nacionalidad que tuviera un número significativo de personas en Pittsburgh diseñara la sala de su nacionalidad. Cada grupo tenía que formar un comité, que sería responsable de la recaudación de fondos, el diseño y la adquisición. La universidad solo proporcionó la habitación y, una vez terminada, la mantuvo a perpetuidad. Todos los demás materiales, mano de obra y diseño fueron proporcionados por los comités. Estos a veces fueron ayudados por gobiernos extranjeros y las salas contienen artefactos y materiales auténticos del país representado.
Una habitación típica en el primer piso (las construidas entre 1938 y 1957) tardó entre tres y diez años en completarse y costó el equivalente a 300.000 dólares de 2006. Las habitaciones más recientes han costado unos 750.000 dólares y más.

## Galería

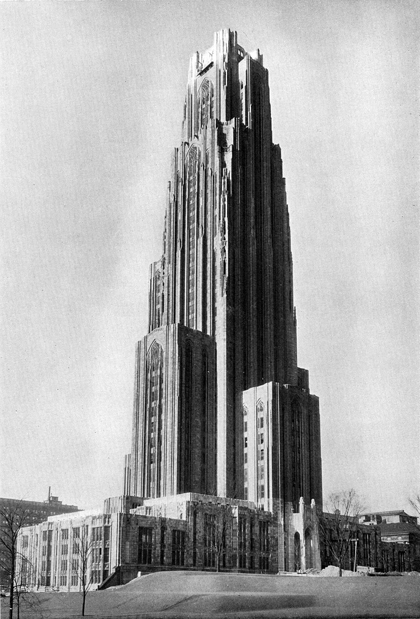
La Cathedral of Learning en 1935
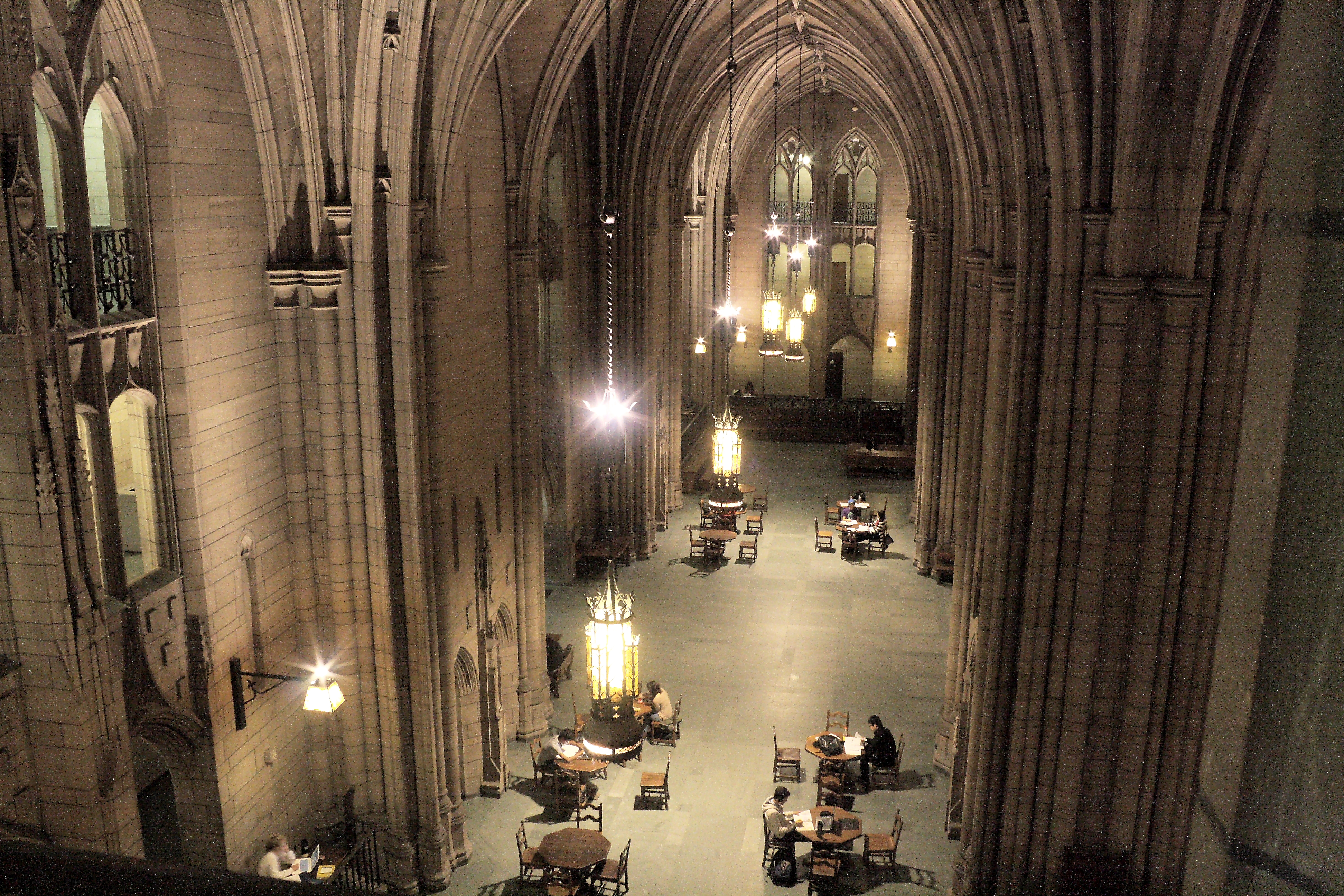
Sala de Comunes
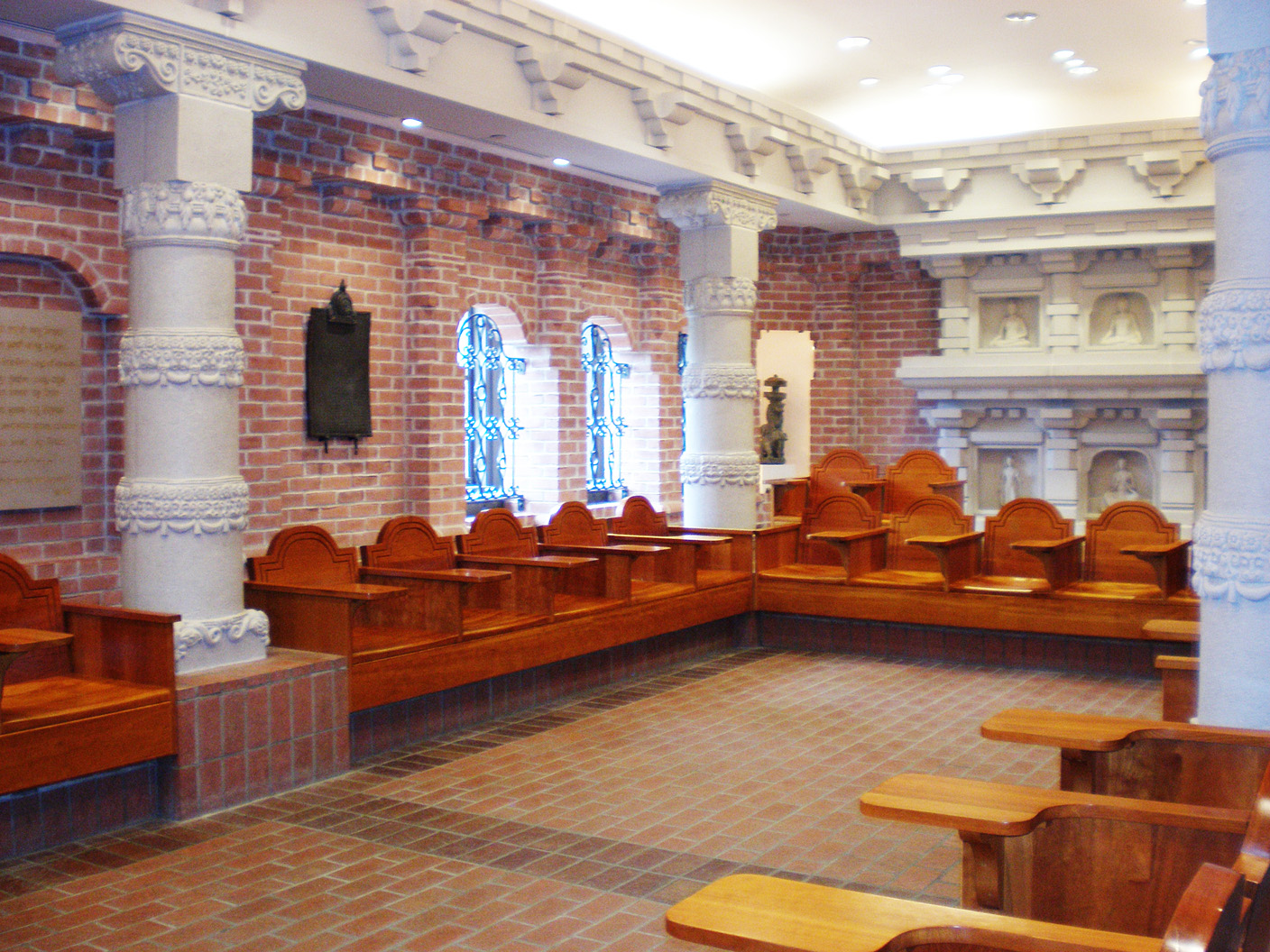
La Sala India
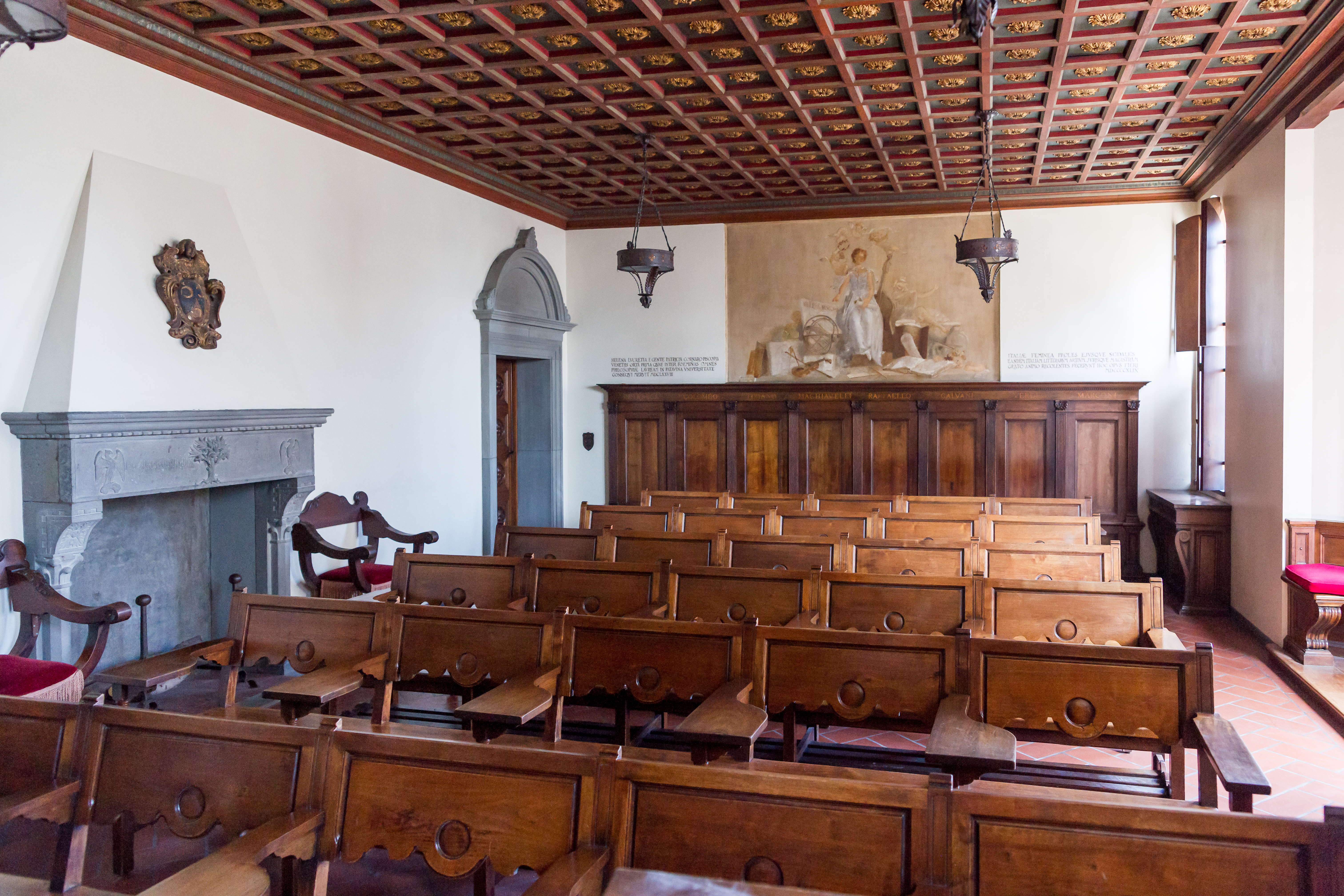
La Sala Italiana
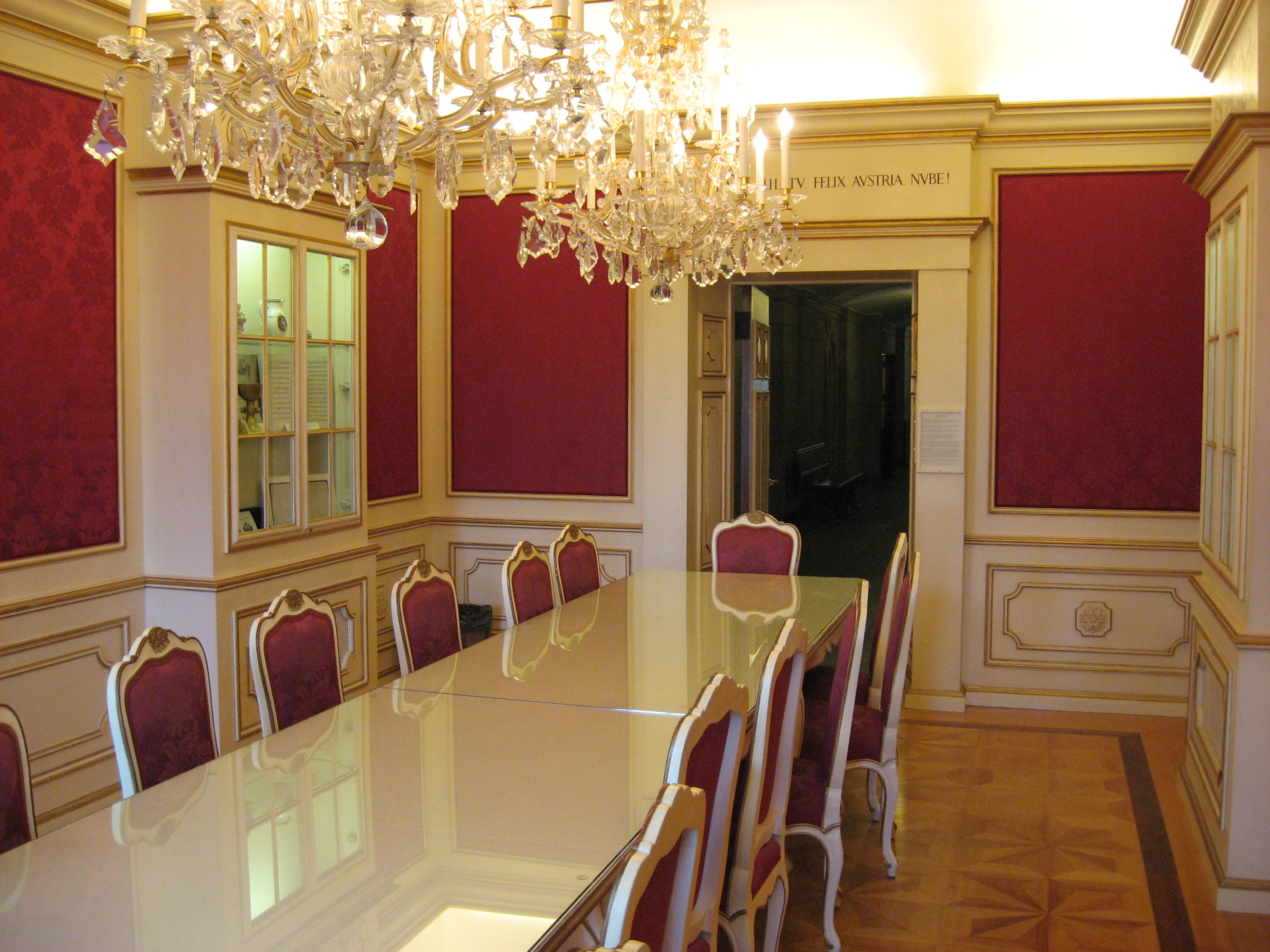
La Sala Austriaca
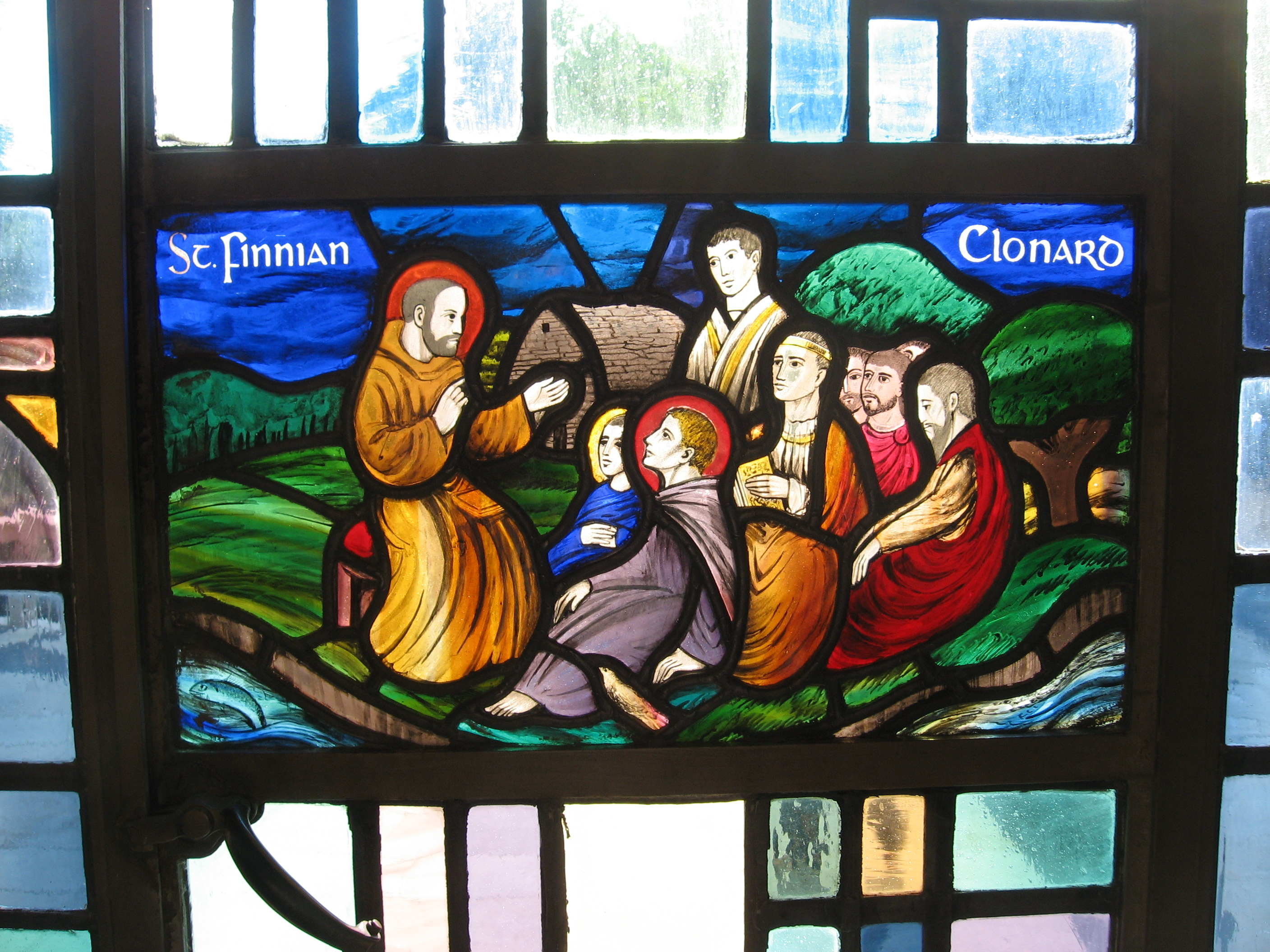
Vitral en la Sala Irlandesa